# Lyndsy Fonseca
Lyndsy Marie Fonseca (Oakland, 1987. január 7. –) amerikai színésznő.
Legismertebb alakítása Penny Mosby az Így jártam anyátokkal című sorozatban.

## Fiatalkora
1987. január 7-én született Oaklandben, Lima Lynn és James Victor Fonseca lányaként. Etnikai hovatartozását "félig portugálként" jellemezte. Szülei 1985-ben házasodtak össze és amikor kétéves volt elváltak.  Édesanyja, aki pszichológus, később hozzáment Reid Dworkin ügyvédhez, akin keresztül Fonsecának van egy féltestvére, Hannah Leigh Dworkin. Fonseca elvégezte a Barbizon Modeling and Acting School tanfolyamát San Franciscoban és 12 évesen Los Angelesbe költözött.

## Pályafutása
2005-ben a Hétköznapi csoda című filmben szerepelt. 2007 és 2009 között a Született feleségek című sorozat mellékszereplője volt. 2010 és 2013 között a Nikita című sorozatban volt főszereplő. 2021-ben az Egyik kopó, másik eb című sorozatban tűnt fel.

## Magánélete
2009 áprilisában ment hozzá Matthew Smiley-hoz. A pár 2012 júliusában különvált, Fonseca pedig 2013-ban "kibékíthetetlen ellentétekre" hivatkozva beadta a válókeresetet.
2016 februárjában bejelentette, hogy Noah Bean eljegyezte. 2016. október 2-án házasodott össze Connecticutban. A párnak 2018 februárjában született egy lányuk, majd 2022 júniusában született mégegy lányuk.

## Filmográfia

### Filmek
| Év   | Magyar cím       | Eredeti cím           | Szerep        | Magyar hang   |
| ---- | ---------------- | --------------------- | ------------- | ------------- |
| 2006 | Elborult elme    | Intellectual Property | Jenny         |               |
| 2007 |                  | Remember the Daze     | Dawn          |               |
| 2010 | HA/VER           | Kick-Ass              | Katie Deauxma | Talmács Márta |
| 2010 | Vissza a jelenbe | Hot Tub Time Machine  | Jenny         | Major Melinda |
| 2010 | A kórterem       | The Ward              | Iris          |               |
| 2011 |                  | Fort McCoy            | Anna Gerkey   |               |
| 2013 | HA/VER 2.        | Kick-Ass 2            | Katie Deauxma | Herman Gréta  |
| 2015 |                  | The Escort            | Natalie       |               |
| 2016 |                  | Moments of Clarity    | Danielle      |               |
| 2017 |                  | Curvature             | Helen         |               |
| 2023 |                  | Spinning Gold         | Joyce Biawitz |               |

### Televíziós szerepek
| Év         | Magyar cím                   | Eredeti cím                      | Szerep            | Megjegyzések                                   |
| ---------- | ---------------------------- | -------------------------------- | ----------------- | ---------------------------------------------- |
| 2001–2005  | Nyughatatlan fiatalok        | The Young and the Restless       | Colleen Carlton   | főszereplő                                     |
| 2003       |                              | Boston Public                    | Jenn Cardell      | 4 epizód                                       |
| 2004       | Már megint Malcolm           | Malcolm in the Middle            | Olivia            | 1 epizód                                       |
| 2004       | New York rendőrei            | NYPD Blue                        | Madison Bernstein | 1 epizód                                       |
| 2004       |                              | Switched!                        | önmaga            | 1 epizód                                       |
| 2005       | Egy esküvő, nyolc gyerek     | I Do, They Don't                 | Sandy Barber      | tévéfilm magyar hangja Vadász Bea              |
| 2005       | Hétköznapi csoda             | Ordinary Miracles                | Sally Anne Powell | tévéfilm                                       |
| 2005       |                              | Cyber Seduction: His Secret Life | Amy               | tévéfilm                                       |
| 2005–2014  | Így jártam anyátokkal        | How I Met Your Mother            | Penny Mosby       | mellékszereplő magyar hangja Talmács Márta     |
| 2006       | Phil a jövőből               | Phil of the Future               | Kristy            | 1 epizód                                       |
| 2006–2009  | Hármastársak                 | Big Love                         | Donna             | mellékszereplő                                 |
| 2007       | Magánügyek                   | Close to Home                    | Jessica Conlon    | 1 epizód                                       |
| 2007       | CSI: A helyszínelők          | CSI: Crime Scene Investigation   | Megan Cooper      | 1 epizód                                       |
| 2007       | Doktor House                 | House                            | Addie             | 1 epizód                                       |
| 2007       | Hősök                        | Heroes                           | April             | 1 epizód                                       |
| 2007–2009  | Született feleségek          | Desperate Housewives             | Dylan Mayfair     | mellékszereplő magyar hangja Györfi Anna       |
| 2010–2013  | Nikita                       | Nikita                           | Alex Udinov       | főszereplő magyar hangja Molnár Ilona          |
| 2015       | Küzdelem a rákkal            | Five                             | Cheyanne          | tévéfilm magyar hangja Madarász Éva            |
| 2015–2016  | Carter ügynök                | Agent Carter                     | Angie Martinelli  | mellékszereplő magyar hangja Sipos Eszter Anna |
| 2015–2016  | Apa, fia, unokája            | Grandfathered                    | Frankie           | 2 epizód                                       |
| 2016       |                              | RePlay                           | Allison           | főszereplő                                     |
| 2016       |                              | The World's Biggest Asshole      | Sarah             | rövidfilm                                      |
| 2016       | A legnagyobb dobás           | Pitch                            | Cara              | 1 epizód                                       |
| 2020, 2023 | 911-Texas                    | 9-1-1: Lone Star                 | Iris Blake        | 4 epizód                                       |
| 2020       |                              | You Can't Take My Daughter       | Amy Thompson      | tévéfilm                                       |
| 2021       | Egyik kopó, másik eb         | Turner & Hooch                   | Laura Turner      | főszereplő magyar hangja Szabó Emília          |
| 2021       | Következő megálló: karácsony | Next Stop, Christmas             | Angie             | tévéfilm                                       |
| 2022       | Haza, Alaszkába              | North to Home                    | Posy              | tévéfilm                                       |
| 2023       |                              | Where Are You Christmas?         | Addy              | tévéfilm                                       |